# Les Aventures au Parc de Tic et Tac
Les Aventures au Parc de Tic et Tac  (Chip 'n' Dale: Park Life en VO) est une série télévisée d'animation franco-américaine réalisée par Jean Cayrol et diffusée entre le 28 juillet 2021 et le 28 mai 2024 sur Disney+ aux États-Unis et en France. La série est produite par Marc du Pontavice pour Xilam Animation. 
Cette série veut faire découvrir de nouvelles aventures des tamias Tic et Tac en s'inspirant de leurs anciens courts métrages animés des années 40 avec un côté moderne du même style que la série Mickey Mouse. Tic et Tac vont vivre différentes aventures dans un parc d'une grande ville où ils vont rencontrer différents personnages de l'univers Disney comme Pluto ou Butch. Il s'agit d'une série comique qui a la particularité d'être sans paroles,.
Le 15 juin 2022, une saison 2 est annoncée et est diffusée le 24 mai 2023 sur Disney+.

## Fiche technique
Informations provenant de l'Internet Movie Database:
- Titre : Les Aventures au Parc de Tic et Tac
- Réalisation : Jean Cayrol
- Animation :
- Compositeur : Vincent Artaud
- Production : Marc Du Pontavice
- Société de production : Walt Disney Animation Studios, Xilam
- Société de distribution : Disney+
- Pays :  États-Unis,  France
- Langue : anglais
- Durée : 23 min (7 min par segments)
- Date de première diffusion :  États-Unis et  France : 28 juillet 2021

## Distribution

### Voix originales
- Matthew Géczy : Tic
- Kaycie Chase : Tac
- Bill Farmer : Pluto
- Sylvain Caruso : Donald Duck
- David Gasman : Butch
- Lee Delong : Clarice

## Liste des épisodes

### Saison 1
| №  | Titre français | Titre original           | Scénario                       | Storyboard                         | Date diffusion Disney+ | Code production. |
| -- | --- | ------------------------ | ------------------------------ | ---------------------------------- | ---------------------- | ---------------- |
| 1  | Tu ne voleras point | Thou Shalt Nut Steal     | Frédéric Martin                | Léa Cousty                         | 28 juillet 2021        | 101              |
| 1  | Celui qui murmurait à l'oreille des bébés | The Baby Whisperer       | Léo Bocard                     | Guillaume Picard                   | 28 juillet 2021        | 101              |
| 1  | Pour le meilleur et pour le pire | It Takes Two to Tangle   | Baljeet Rai et Jean Cayrol     | Cédric Frémeaux et Nicolas Bougard | 28 juillet 2021        | 101              |
| 1  | Tu ne voleras point : Affamé, Tac vole les châtaignes de Pluto mais Tic va culpabiliser quand il va voir que le chien ne peut plus nourrir ses petits. Celui qui murmurait à l'oreille des bébés : Tic et Tac se retrouvent dans un parc pour bébés et vont s'en occuper comme si c'était des chevaux. Pour le meilleur et pour le pire : Accidentellement, Tic et Tac se font tricoter leurs queues ensemble et n'arrivent plus à les détacher. |                          |                                |                                    |                        |                  |
|    | |                          |                                |                                    |                        |                  |
| 2  | La Valse des colis | The Whole Package        | Hugo Gittard                   | Léa Cousty                         | 4 août 2021            | 102              |
| 2  | Cervelle de moineau | Bird Brains              | Baljeet Rai et Frédéric Martin | Léa Cousty                         | 4 août 2021            | 102              |
| 2  | L'Envoûtement | Acorn In My Side         | Frédéric Martin                | Guillaume Picard                   | 4 août 2021            | 102              |
| 2  | La Valse des colis : Clarice, un autre tamia, montre à Tic et Tac son nouveau casse-noisette et leur indique où en récupérer un autre. Cervelle de moineau : Les autres habitants du parc pensent que Tic veut s'attaquer à la mascotte du parc, un paon, et même Tac commence à douter de son ami. L'Envoûtement : Sur leur arbre, Tic découvre un énorme gland qui commence à l'envoûter. |                          |                                |                                    |                        |                  |
|    | |                          |                                |                                    |                        |                  |
| 3  | La Jungle | The Jungle               | Hugo Gittard                   | Romain Cislo                       | 11 août 2021           | 103              |
| 3  | Le Vol | The Flight               | Julien Dinse                   | Guillaume Picard                   | 11 août 2021           | 103              |
| 3  | En Profondeur | Deep Dive                | Hugo Gittard                   | Léa Cousty                         | 11 août 2021           | 103              |
| 3  | La Jungle : Deux lapins ont perdu une framboise dans un buisson. Tic et Tac vont essayer de la récupérer dans une véritable expédition. Le Vol : Tic veut récupérer une cerise se trouvant perchée sur un bâtiment au loin, mais pour cela il a besoin de voler. Il va utiliser Tac pour tester différents vols possibles. En Profondeur : Tic et Tac ont perdu un immense gland qui est tombé au fond d'un lac et vont tenter de le récupérer. |                          |                                |                                    |                        |                  |
|    | |                          |                                |                                    |                        |                  |
| 4  | Une Noisette qui ne se refuse pas | A Nut You Can't Refuse   | Julien Dinse                   | Guillaume Picard                   | 18 août 2021           | 104              |
| 4  | Les Vacances de Tic & Tac | Chipmunks Away           | Henry Gifford                  | Léa Cousty                         | 18 août 2021           | 104              |
| 4  | Une Justice au poil | Ruff Justice             | Baljeet Rai et Jean Cayrol     | Nicolas Bougard                    | 18 août 2021           | 104              |
| 4  | Une Noisette qui ne se refuse pas : Tac accepte de faire des travaux pour Tic à condition qu'il lui donne une noisette en échange. À court de noisettes, Tic doit emprunter. Les Vacances de Tic & Tac : Tic et Tac décident de partir en vacances et cherchent pour cela l'endroit idéal. Une Justice au poil : Tic et Tac prennent le mégaphone d'une policière et décident de faire la loi dans le parc. |                          |                                |                                    |                        |                  |
|    | |                          |                                |                                    |                        |                  |
| 5  | Une Vie de chien | Dog In The House         | Baljeet Rai et Jean Cayrol     | Cédric Frémeaux                    | 25 août 2021           | 105              |
| 5  | Jusqu'au cou | Cone Alone               | Fanny Courtillot               | Guillaume Picard                   | 25 août 2021           | 105              |
| 5  | L'Autoroute de l'amour | Highway To Hugs          | Baljeet Rai et Frédéric Martin | Cédric Frémeaux et Nicolas Bougard | 25 août 2021           | 105              |
| 5  | Une Vie de chien : En poursuivant les deux tamias, Pluto se retrouve coincé chez eux. Il finit par sympathiser avec Tac, ce qui rend jaloux Tic. Jusqu'au cou : Tac, en voyant le bébé de Pluto avec une collerette vétérinaire et son père qui cède à tous ses caprices, décide de se mettre également une collerette pour que Tic soit lui aussi à son service. L'Autoroute de l'amour : Tac manque cruellement d'affections et n'arrive pas à en avoir de la part de Tic, trop occupé à faire le ménage. Pour en avoir, il va prendre exemple sur deux motards. |                          |                                |                                    |                        |                  |
|    | |                          |                                |                                    |                        |                  |
| 6  | Le Roi de la noisette | The Hazelnut King        | Vincent Souchon                | Guillaume Picard                   | 1er septembre 2021     | 106              |
| 6  | Le Bébé œuf | Egg Baby                 | Hugo Gittard                   | Léa Cousty                         | 1er septembre 2021     | 106              |
| 6  | Les Méga muscles de Tic | Mega Muscle Chip         | Henry Gifford                  | Cédric Frémeaux                    | 1er septembre 2021     | 106              |
| 6  | Le Roi de la noisette : Pendant un anniversaire pour enfants, Tic et Tac vont tenter de voler la garniture du gâteau, une noisette. Mais ils se retrouvent pourchassés par Pluto et doivent se réfugier dans un château gonflable. Le Bébé œuf : En voulant récupérer une noisette, Tic et Tac vont tomber sur un œuf. Alors que Tic est un vrai papa poule avec l'œuf, Tac est lui complètement inconscient. Mais à l'éclosion, ils vont avoir une grosse surprise. Les Méga muscles de Tic : Tic se trouve en difficulté pour ouvrir sa noisette et voit que tout son entourage est musclé sauf lui. Mais il découvre un jouet abandonné, un catcheur télécommandé, qui va lui permettre de changer la donne. |                          |                                |                                    |                        |                  |
|    | |                          |                                |                                    |                        |                  |
| 7  | Le Vilain petit canard | Struggling Duckling      | Fanny Courtillot               | Romain Cislo                       | 8 septembre 2021       | 107              |
| 7  | Les Amis de la famille | Friends Of The Family    | Vincent Souchon                | Léa Cousty                         | 8 septembre 2021       | 107              |
| 7  | Bête à concours | Top Dog                  | Fanny Courtillot               | Guillaume Picard                   | 8 septembre 2021       | 107              |
| 7  | Le Vilain petit canard : Ayant froids, Tic et Tac cherchent à se réchauffer auprès d'une cane, mais doivent être acceptés par les canetons. Les Amis de la famille : En libérant un écureuil d'un souffleur de feuilles, Tic et Tac se font un ami, mais ils vont vite s’apercevoir que leur nouveau compagnon n'est pas aussi sympathique qu'ils peuvent le croire. Bête à concours : Tac va participer à un concours canin en détrônant Butch et Pluto, rendant ce dernier jaloux. |                          |                                |                                    |                        |                  |
|    | |                          |                                |                                    |                        |                  |
| 8  | Le Fantôme | The Ghost                | Léo Bocard et Alice Giordan    | Léa Cousty                         | 15 septembre 2021      | 108              |
| 8  | Le Crime presque parfait | The Imperfect Crime      | Julien Dinse                   | Romain Cislo                       | 15 septembre 2021      | 108              |
| 8  | Soupe de noisettes | Nut Soup                 | Vincent Souchon                | Guillaume Picard                   | 15 septembre 2021      | 108              |
| 8  | Le Fantôme : Tic et ses amis se recueillent devant la tombe de Tac, victime d'un rouleau à peinture alors qu'il tentait d'échapper à Butch. En réalité, il est bien vivant et juste couvert de peinture blanche ; il va en profiter pour faire croire au chien qu'il est un fantôme venu le hanter. Le Crime presque parfait : Un homme met un revêtement sur son micro pour faire croire que c'est un tamia afin de pouvoir l'approcher de Tic et Tac pour enregistrer leurs sons. Ces derniers pensent s'être fait un nouvel ami. Mais quand accidentellement, ils enlèvent le revêtement du micro, ils croient l'avoir tué. Soupe de noisettes : Tic est fier de sa soupe de noisettes que tout le monde raffole, mais alors qu'il n'en a plus en stock, Tac fait goûter aux animaux sa propre soupe. Il vole la vedette à son ami, le rendant jaloux. |                          |                                |                                    |                        |                  |
|    | |                          |                                |                                    |                        |                  |
| 9  | Détective à la noix | The Usual Nutspects      | Julien Dinse                   | Romain Cislo                       | 22 septembre 2021      | 109              |
| 9  | Une Soirée avec Clarice | An Evening With Clarice  | Vincent Souchon                | Léa Cousty                         | 22 septembre 2021      | 109              |
| 9  | Les Fous de la déco | Craft Craze              | Hugo Gittard                   | Romain Cislo                       | 22 septembre 2021      | 109              |
| 9  | Détective à la noix : Tic découvre deux glands à l'effigie de sa tête et de celle de Tac. Il décide d'emporter cette œuvre d'art à l’abri chez lui. Mais une fois là-bas, l'œuvre va disparaître et les tamias vont interroger trois suspects qui se trouvaient sur les lieux du crime : Pluto, Clarice et le chef de la mafia. Une Soirée avec Clarice : Tic et Tac ne sont pas à l'aise avec Clarice et ses manières un peu brusques. Mais Tac, qui a quand même une certaine admiration à son égard, décide de l'inviter à dîner, ce qui ne va pas faire plaisir à Tic. Les Fous de la déco : En voulant décorer leur habitat, Tic et Tac vont y causer des dégâts. Et en voulant les réparer, ils vont aller de catastrophe en catastrophe ! |                          |                                |                                    |                        |                  |
|    | |                          |                                |                                    |                        |                  |
| 10 | Mauvaise saison pour l’hibernation | Too Late To Hibernate    | Hugo Gittard et Léo Bocard     | Léa Cousty                         | 29 septembre 2021      | 110              |
| 10 | Désolé, pas désolé | Sorry Nut Sorry          | Hugo Gittard                   | Romain Cislo                       | 29 septembre 2021      | 110              |
| 10 | Ne Jamais se fier d’une saucisse | Never Trust A Sausage    | Hugo Gittard                   | Léa Cousty                         | 29 septembre 2021      | 110              |
| 10 | Mauvaise saison pour l’hibernation : Tac veut prendre un bain glacé en toute tranquillité mais il est à chaque fois interrompu par Tic. Pour ne pas être dérangé, il fait croire à Tic que c'est l'hiver pour qu'il aille hiberner. Désolé, pas désolé : En voulant protéger différents objets que pourrait casser Tac, Tic casse accidentellement leur smartphone. Il va faire croire à Tac que c'est lui qui est responsable. Ce dernier culpabilise et se met au service de Tic jusqu'à ce que la vérité éclate. Ne Jamais se fier d’une saucisse : Tic et Tac doivent remplacer leur sofa. Pour cela, ils vont au vide-grenier de Pluto. Ils trouvent leur bonheur, mais le coût à payer est une saucisse. |                          |                                |                                    |                        |                  |
|    | |                          |                                |                                    |                        |                  |
| 11 | Nuit de la Lune de Pizza | Night of the Pizza Moon  | Vincent Souchon                | Romain Cislo                       | 6 octobre 2021         | 111              |
| 11 | Qui est ta mamie ? | Who's Your Granny?       | Léo Bocard et Alice Giordan    | Guillaume Picard                   | 6 octobre 2021         | 111              |
| 11 | Dans l’ombre de Tic | Summer Sidekick Syndrome | Léo Bocard et Alice Giordan    | Guillaume Picard                   | 6 octobre 2021         | 111              |
| 11 | Nuit de la Lune de Pizza : Tic et Tac se demandent où Clarice récupère toute la nourriture qu'elle ramène chez elle et décident de la suivre en pleine ville. Qui est ta mamie ? : Le chef de la mafia offre des vacances à Tic et Tac, qui s'avère être un piège pour pouvoir les faire sortir de chez eux, afin d'y loger sa grand-mère. Quand les tamias reviennent, ils doivent trouver un moyen de la faire sortir. Dans l’ombre de Tic : Tic rend service à son entourage en se servant de Tac et gagne toute la popularité, ce qui énerve ce dernier. |                          |                                |                                    |                        |                  |
|    | |                          |                                |                                    |                        |                  |
| 12 | Le Canard livreur | Delivery Duck            | Simon Perrin                   | Romain Cislo                       | 13 octobre 2021        | 112              |
| 12 | Un Parc dans la pénombre | Dark in the Park         | Simon Perrin                   | Guillaume Picard                   | 13 octobre 2021        | 112              |
| 12 | Tac le bûcheron | Choppin' Dale            | Vincent Souchon                | Romain Cislo                       | 13 octobre 2021        | 112              |
| 12 | Le Canard livreur : Tic et Tac vont découvrir qu'ils peuvent se faire livrer de la nourriture avec leur téléphone. Mais ils vont très vite abuser de la gentillesse du livreur, qui n'est autre que le colérique Donald Duck. Un Parc dans la pénombre : En embêtant Tac, Donald loupe la fermeture du parc et s'y trouve coincé pour la nuit. Effrayé par d'obscures créatures, il tente de se réfugier auprès des tamias. Tac le bûcheron : Donald doit couper les arbres du parc, mais il a du mal à manœuvrer sa tronçonneuse et risque de se faire mal. Il décide d'utiliser Tac, qui a reçu un court-jus lui donnant des dents aussi coupantes que la tronçonneuse, et se débarrasse des arbres sans se préoccuper de leurs habitants. |                          |                                |                                    |                        |                  |
|    | |                          |                                |                                    |                        |                  |

### Saison 2
| №  | Titre français | Titre original            | Scénario          | Storyboard                              | Date diffusion Disney+ | Code production. |
| -- | --- | ------------------------- | ----------------- | --------------------------------------- | ---------------------- | ---------------- |
| 1  | Les écureuils martiens | The Martian Chipmunks     | Nicole Paglia     | Jean Cayrol et Olivier Pouchelon        | 24 mai 2023            | 201              |
| 1  | Deux écureuils et demi | Two and a Half Chipmunks  | Jean Cayrol       | Jean Cayrol et Olivier Pouchelon        | 24 mai 2023            | 201              |
| 1  | Balade en carpe | Koi Ride                  | Ayoola Solarin    | Jean Cayrol et Olivier Pouchelon        | 24 mai 2023            | 201              |
| 1  | Les écureuils martiens : Alors que Tic et Tac font une randonnée et comme Tic ne veut pas demander son chemin, ils vont finir par se perdre. Et accidentellement ils vont se retrouver à l'intérieur d'un télescope et vont se retrouver expulser sur ce qu'il semble être une autre planète. Deux écureuils et demi : Alors que Tic et Tac sont envoyés loin de chez eux par les hommes du chef de la mafia, ils vont rencontrer une serveuse d'un restaurant qui a l'aire d'une proche de Tic. Ils vont par la suite vivre à trois alors que leur nouvelle colocataire, une jeune tamia, à un tout autre objectif. Balade en carpe : Alors que Tic mange accidentellement de la nourriture pour poisson; Tac va le voir se transformer progressivement en poisson et va devoir s'adapter. |                           |                   |                                         |                        |                  |
|    | |                           |                   |                                         |                        |                  |
| 2  | La reine des abeilles | Bee My Queen              | Jack Bernhardt    | Jean Cayrol et Olivier Pouchelon        | 24 mai 2023            | 202              |
| 2  | Minimalisme | Minimalism                | Evgenia Golubeva  | Jean Cayrol et Olivier Pouchelon        | 24 mai 2023            | 202              |
| 2  | Le casse-noisettes | The Nutcracker            | James Huntrods    | Jean Cayrol et Olivier Pouchelon        | 24 mai 2023            | 202              |
| 2  | La reine des abeilles : En se retrouvant enroulé dans du ruban adhésif jaune et noire, Tac va se retrouver au commandement d'une horde d'abeilles le prenant pour la reine. Tic va lui piquer le commandement et va en abuser. Minimalisme : Tac accumule trop d'objets dans leur habitat et Tic va le pousser à jeter ce qu'il conserve et à devenir minimaliste. Mais Tac va finir par en prendre goût et va devenir un peu trop minimaliste. Le casse-noisettes : Une nuit alors que Tic dort, Tac va être témoin de l'arrivée d'un être surnaturel et va manger un gland avec lui. Par la suite, il voudra tout faire pour retrouver cet être et cette obsession va effrayer Tic. |                           |                   |                                         |                        |                  |
|    | |                           |                   |                                         |                        |                  |
| 3  | Café Con-Carnage | Café Con-Carnage          | Nicole Paglia     | Olivier Pouchelon et Gaël Le Gourrierec | 24 mai 2023            | 203              |
| 3  | Écureuil miraculeux | Miracle Munk              | Jack Bernhardt    | Jean Cayrol et Olivier Pouchelon        | 24 mai 2023            | 203              |
| 3  | Crime et volaille | Crime and Poultry         | Nicole Paglia     | Jean Cayrol et Olivier Pouchelon        | 24 mai 2023            | 203              |
| 3  | Café Con-Carnage : Dans un café, Tic se plaint d'un vieux chewing-gum collé sur le menu et reçoit en dédommagement un repas gratuit. Tic et Tac décident d'y monter une arnaque pour manger gratuitement dans les restaurants mais cette combine ne fonctionne pas dans un établissement dirigé par le chef de la mafia. Ce dernier décide de les utiliser pour y monter des combats clandestins. Écureuil miraculeux : Alors que Tic est gravement blessé après s'être fait écraser par une brute, Tac découvre qu'il a des dons et peut soigner tous les animaux blessés en les touchés. Mais il se retrouve à abuser de son pouvoir. Crime et volaille : Alors que Tac se retrouve au tribunal après avoir fait une bêtise, Tic découvre qu'il peut soudoyer le juge Dindon. Mais Tac va en abuser pour continuer ces bêtises jusqu'à que le pot aux roses soit découvert.                                                                                        |                           |                   |                                         |                        |                  |
|    | |                           |                   |                                         |                        |                  |
| 4  | Déguisements entre amis | Friends in Disguise       | Jillian Goldfluss | Jean Cayrol et Olivier Pouchelon        | 24 mai 2023            | 204              |
| 4  | L’allée des souvenirs | Down Memory Lane          | Jack Bernhardt    | Khalil Ben Naamane                      | 24 mai 2023            | 204              |
| 4  | Chaos au minigolf | Mini Golf Mayhem          | Nicole Paglia     | Frédéric Martin                         | 24 mai 2023            | 204              |
| 4  | Déguisements entre amis : Alors que Tic et Tac décident de ne plus se parler, ils décident de se trouver d'autres amis en se déguisant en des animaux différents. Mais ils finissent pas se retrouver en étant déguisés sans se reconnaitre. L’allée des souvenirs : Alors que Tic et Tac se remémorent leur vacances, ils n'ont pas tout à fait les mêmes souvenirs et chacun se donne le beau rôle. Chaos au minigolf : Tac décide de faire la fête dans un minigolf tenu par Donald Duck. Alors que le commerce de ce dernier ne fonctionne pas, il voit que les animaux qui dansent attirent du public et décide d'en tirer profit. |                           |                   |                                         |                        |                  |
|    | |                           |                   |                                         |                        |                  |
| 5  | Le déménagement | Tap that Sap              | James Huntrods    | Anh Tu Cao                              | 24 mai 2023            | 205              |
| 5  | Panique à bord | Cruisin' for a Bruisin    | Jack Bernhardt    | Jean Cayrol et Olivier Pouchelon        | 24 mai 2023            | 205              |
| 5  | Différences artistiques | Artistic Differences      | James Huntrods    | Guillaume Bracciali                     | 24 mai 2023            | 205              |
| 5  | Le déménagement : Tic et Tac sont forcés de déménager à cause de la sève qui envahit leur arbre. Tac est réticent à l'idée de partir et va trouver un allié pour empêcher Tic de faire le déménagement. Panique à bord : Tic et Tac se retrouvent à faire accidentellement une croisière avec des retraités. Ils vont devoir se relayer le rôle de commandant et matelot et à chaque fois chacun pense avoir le mauvais rôle. Différences artistiques : Tac n'a jamais le droit de choisir la décoration et quand il réussit à apporter une statue effrayante qui n'est pas du goût de Tic. Ce dernier va la détruire mais il va vite regretter son geste. |                           |                   |                                         |                        |                  |
|    | |                           |                   |                                         |                        |                  |
| 6  | Attaque en cadeau | Gift Attack               | Jack Bernhardt    | Guillaume Bracciali                     | 24 mai 2023            | 206              |
| 6  | Passion scarabée | Beetlemania               | James Huntrods    | Julien Thompson                         | 24 mai 2023            | 206              |
| 6  | Pas de noix | Nut My Parcel             | Elijah Harris     | Guillaume Bracciali                     | 24 mai 2023            | 206              |
| 6  | Attaque en cadeau : Alors que Tac sent très mauvais, Tic décide de lui offrir un centre de toilettage. Trouvant le cadeau insultant, Tac décide de lui en offrir un autre en retour. Passion scarabée : Alors que Tic et Tac découvrent un scarabée tout mignon, ils décident de l'adopter. Mais aux yeux des autres animaux, ce scarabée n'est pas aussi mignon. Pas de noix : Tac veut aller à un concert de musique mais avant, Tic aimerait retrouver le propriétaire d'un colis qu'ils viennent de recevoir. |                           |                   |                                         |                        |                  |
|    | |                           |                   |                                         |                        |                  |
| 7  | La chasse aux noix | The Big Nut Hunt          | Nicole Paglia     | Fabrice Guevel                          | 30 août 2023           | 207              |
| 7  | La Belle et le Butch | Beauty and the Butch      | Jack Bernhardt    | Léa Cousty                              | 30 août 2023           | 207              |
| 7  | La séparation | Are We Nut Enough ?       | Jack Bernhardt    | Anh Tu Cao                              | 30 août 2023           | 207              |
| 7  | La chasse aux noix : Tic, Tac et Clarice partent à la recherche d'un trésor. Arrivés au but, un faucon les renvoie au point de départ. Ils décident de s'allier avec le chef de la mafia pour que ce dernier utilise le flaire de son cochon pour retrouver le trésor. Mais le bandit veut garder le trésor pour lui. La Belle et le Butch : Pluto et Butch sont recalés du parc des chiens par le videur car ils sont négligés. À cause d'une bêtise, Tic va modifier la coiffure de Butch en tentant de lui échapper. Cette nouvelle coiffe va permettre au chien de pouvoir aller au parc. Pour pouvoir y aller régulièrement, il décide d'utiliser Tic à chaque fois ce qui va inquiéter Tac. La séparation : Tac commence à fatiguer et à déprimer de la routine infliger par Tic. Mais quand c'est lui qui décide d'imposer son programme à son compagnon, c'est au tour de ce dernier d'en avoir marre. Face à leurs différences, ils décident de se séparer. |                           |                   |                                         |                        |                  |
|    | |                           |                   |                                         |                        |                  |
| 8  | Qui ne tente rien noix rien | No Pain, No Nuts          | Jack Bernhardt    | Julien Thompson                         | 30 août 2023           | 208              |
| 8  | À la campagne | Farm Life                 | Ayoola Solarin    | Amaury Allaire                          | 30 août 2023           | 208              |
| 8  | Les apprentis | The Apprentices           | Nicole Paglia     | Sandrine Normand                        | 30 août 2023           | 208              |
| 8  | Qui ne tente rien noix rien : Donald se rend compte que envoyer des photos où Tic et Tac sont humiliés à sa copine Daisy amusait cette dernière et décide donc d'en abuser. À la campagne : Tic en marre de manger de la nourriture avariée venant des poubelles et propose à Tac de quitter leur domicile pour se diriger vers la ferme voisine pour avoir de la bonne nourriture. Mais il ne s'agit pas d'une ferme mais d'un supermarché. Les apprentis : En observant avec envie l'atelier de réparatrice de Clarice, ces dernier lui demande demande de les embaucher comme apprentis. Tic découvre qu'en criant sur Tac, ce dernier devient efficace en réparation et le duo se met à concurrencer Clarice qui en devient jalouse. |                           |                   |                                         |                        |                  |
|    | |                           |                   |                                         |                        |                  |
| 9  | Œil espion | Eye Spy                   | Nicole Paglia     | Sandrine Normand                        | 30 août 2023           | 209              |
| 9  | Canard plumé | Duck Pluck                | James Huntrods    | Guillaume Bracciali                     | 30 août 2023           | 209              |
| 9  | Noix et dragons | Nuts and Dragons          | Elijah Harris     | Amaury Allaire                          | 30 août 2023           | 209              |
| 9  | Œil espion : Tic et Tac ont un nouveau voisin, un corbeau faisant de la magie noire. Alors que Tic va être collant avec lui, le corbeau va se venger en lui donnant un troisième œil. En trouvant ça génial, Tac va demander la même chose mais les deux tamias vont vite voire le problème de pouvoir voir le futur. Canard plumé : En manque de confort; Tic et Tac vont tenter de récupérer les plumes de Donald pour leur matelas. Noix et dragons : Tic, Tac, Clarice, une taupe et une limace vont partir en quête contre un dragon pour récupérer des objets que ce dernier leur aurait volé. |                           |                   |                                         |                        |                  |
|    | |                           |                   |                                         |                        |                  |
| 10 | Le sommet | The Summit                | James Huntrods    | Sandrine Normand                        | 30 août 2023           | 210              |
| 10 | Le gardien | The Housesitter           | Jillian Goldfluss | Christophe Pinto                        | 30 août 2023           | 210              |
| 10 | On sourit | Keep Smiling              | Jack Bernhardt    | Amaury Allaire                          | 30 août 2023           | 210              |
| 10 | Le sommet : Tic et Tac doivent affronter un blizzard qui arrive brusquement dans le parc. Le gardien : Tic et Tac doivent garder la maison de Clarice pendant son absence. Alors que Tic fait une gaffe en empêchant Tac de faire une bêtise et se fait interdire l'accès à la maison ce qui donne toute la responsabilité à Tac. On sourit : Tic ne supporte pas voir des gens tristes et décide de forcer tout le monde à sourire. |                           |                   |                                         |                        |                  |
|    | |                           |                   |                                         |                        |                  |
| 11 | La figue | Prickly Pair              | Nicole Paglia     | Amaury Allaire                          | 30 août 2023           | 211              |
| 11 | Tac et Tac | Dale and Daler            | Nicole Paglia     | Guillaume Bracciali                     | 30 août 2023           | 211              |
| 11 | Voyage dans le temps : 1er partie | Time Traveller: Part 1    | Nicole Paglia     | Hugues Opter                            | 30 août 2023           | 211              |
| 11 | La figue : Tac et Tac : Voyage dans le temps : 1er partie : |                           |                   |                                         |                        |                  |
|    | |                           |                   |                                         |                        |                  |
| 12 | Un os troubles | The Hole Truth            | Nicole Paglia     | Guillaume Bracciali                     | 30 août 2023           | 212              |
| 12 | Le cadeau | The Gift                  | Ayoola Solarin    | Mathilde Prevost                        | 30 août 2023           | 212              |
| 12 | Les pires amis | Pest Friends              | James Huntrods    | Guillaume Bracciali                     | 30 août 2023           | 212              |
| 12 | Un os troubles : Le cadeau : Les pires amis : |                           |                   |                                         |                        |                  |
|    | |                           |                   |                                         |                        |                  |
| 13 | La grande chaussette | The Big Sock              | Nicole Paglia     | Johanna Huck                            | 20 décembre 2023       | 213              |
| 13 | Écoutez! L’écureuil chante | Hark ! The Squirrel Sings | Nicole Paglia     | Johanna Huck                            | 20 décembre 2023       | 213              |
| 13 | Le rôti de Noël | The Christmas Roast       | Nicole Paglia     | Johanna Huck                            | 20 décembre 2023       | 213              |
| 13 | La grande chaussette : Écoutez! L’écureuil chante : Le rôti de Noël : |                           |                   |                                         |                        |                  |
|    | |                           |                   |                                         |                        |                  |
| 14 | Dans les égouts | In the Sewers             | Nicole Paglia     | Boris Brenot                            | 22 mai 2024            | 214              |
| 14 | Le Grand Prix du corbeau | The Grand Crow Prix       | Jack Bernhardt    | Alice Bissonnet                         | 22 mai 2024            | 214              |
| 14 | Le cirier | The Candlemaker           | James Huntrods    | Boris Brenot                            | 22 mai 2024            | 214              |
| 14 | Dans les égouts : Le Grand Prix du corbeau : Le cirier : |                           |                   |                                         |                        |                  |
|    | |                           |                   |                                         |                        |                  |
| 15 | Adieu, la vie au parc | Goodbye Park Life         | Jillian Goldfluss | Johanna Huck                            | 22 mai 2024            | 215              |
| 15 | Les cambrioleurs de chatière | Cat Flap Burglars         | James Huntrods    | Alice Bissonnet                         | 22 mai 2024            | 215              |
| 15 | La panne | The Breakdown             | Jack Bernhardt    | Hugo Voisin                             | 22 mai 2024            | 215              |
| 15 | Adieu, la vie au parc : Les cambrioleurs de chatière : La panne : |                           |                   |                                         |                        |                  |
|    | |                           |                   |                                         |                        |                  |
| 16 | Voyage dans le temps : 2e partie | Time Traveller: Part 2    | Nicole Paglia     | Nicolas Livet                           | 22 mai 2024            | 216              |
| 16 | Un goût fan-Tac-stique | Dale-Icious               | Jack Bernhardt    | Alice Bissonnet                         | 22 mai 2024            | 216              |
| 16 | Un petit tamia me l’a dit | A Little Chipmunk Told Me | Jason Forbes      | Boris Brenot                            | 22 mai 2024            | 216              |
| 16 | Voyage dans le temps : 2e partie : Un goût fan-Tac-stique : Un petit tamia me l’a dit : |                           |                   |                                         |                        |                  |
|    | |                           |                   |                                         |                        |                  |
| 17 | Un paradis pour hamster | Hamster Paradise          | Jillian Goldfluss | Johanna Huck                            | 22 mai 2024            | 217              |
| 17 | Les papas des chiots | Puppy Papas               | Elijah Harris     | Nicolas Livet                           | 22 mai 2024            | 217              |
| 17 | Les adorables | The Adorables             | Ayoola Solarin    | Mathilde Prevost                        | 22 mai 2024            | 217              |
| 17 | Un paradis pour hamster : Les papas des chiots : Les adorables : |                           |                   |                                         |                        |                  |
|    | |                           |                   |                                         |                        |                  |
| 18 | La symphonie de la nuit | Sleepless Symphony        | Jillian Goldfluss | Anh Tu Cao & Khalil Ben Naamane         | 22 mai 2024            | 218              |
| 18 | La cloche | The Bell                  | Nicole Paglia     | Boris Brenot                            | 22 mai 2024            | 218              |
| 18 | La valise | The Suitcase              | James Huntrods    | Nicolas Livet                           | 22 mai 2024            | 218              |
| 18 | La symphonie de la nuit : La cloche : La valise : |                           |                   |                                         |                        |                  |
|    | |                           |                   |                                         |                        |                  |

## Réception
Le site Web agrégateur Rotten Tomatoes rapporte un taux d'approbation de 80% basée sur 5 avis.
Kristy Puchko d'IGN a noté la série 8 sur 10 en trouvant qu'il s'agissait d'une interprétation rafraîchissante de Tic et Tac, tout en louant l'animation et en complimentant l'humour de la série. Ashley Moulton de Common Sense Media a noté Les Aventures au Parc de Tic et Tac 3 étoiles sur 5, en trouvant la présence de messages positifs agréables, citant l'amitié et la curiosité, et a trouvé la série divertissante à travers son humour. Jenna Anderson de Comicbook.com a noté la série 3 étoiles sur 5 en acclamant le style d'animation et a complimenté les performances vocaux des comédiens, mais a déclaré que la série était narrativement trop simpliste.